# Списък на политическите партии в Алжир
Формално Алжир има многопартийна система, но тя е доминирана от управляващия от независимостта на страната насам Фронт за национално освобождение, като двете втори по значимост партии са в коалиция с него.
| Партия | Места в парламента (2012) |
| --- | ------------------------- |
| Фронт за национално освобождение                                                                                           | 220                       |
| Демократично национално обединение                                                                                         | 68                        |
| Алианс на зеления Алжир - Движение на обществото за мир - Движение за ислямско възраждане - Движение за национална реформа | 48                        |
| Фронт на социалистическите сили                                                                                            | 21                        |
| Партия на работниците | 20                        |
| Алжирски национален фронт                                                                                                  | 9                         |
| Партия на справедливостта и развитието                                                                                     | 7                         |
| Алжирско народно движение                                                                                                  | 6                         |
| Нова зора | 5                         |
| Фронт на промяната | 4                         |
| Национална партия за солидарност и развитие                                                                                | 4                         |
| Алжирско обединение | 4                         |
| Национален фронт за социална справедливост                                                                                 | 3                         |
| Поколение 54 | 3                         |
| Съюз на демократичните и социални сили                                                                                     | 3                         |
| Републикански национален алианс                                                                                            | 3                         |
| Фронт „Мустакбал“ | 2                         |
| Национално движение на надеждата                                                                                           | 2                         |
| Републиканско патриотично обединение                                                                                       | 2                         |
| Движение на свободните граждани                                                                                            | 2                         |
| Алжирска партия „Енур“ | 2                         |
| Партия „Карама“ | 1                         |
| Партия на алжирското обновление                                                                                            | 1                         |
| Движение „Инфитах“ | 1                         |
| Национален фронт на независимите за разбирателство                                                                         | 1                         |
| Демократичен национален фронт                                                                                              | 1                         |
| независими | 19                        |